# Тифани Хадиш
Тифани Сара Корнилија Хадиш (енгл. Tiffany Sara Cornilia Haddish; Лос Анђелес, 3. децембар 1979) јесте америчка стендап комичарка и глумица. Магазин Тајм ју је 2018. године прогласио за једну од 100 најутицајнијих људи на свету.

## Биографија
Хадиш је рођена и одрастала у Лос Анђелесу у Калифорнији. Њен отац, Тсихаје Реда Хадиш, који је био избеглица из Еритреје, био је етиопског јеврејског порекла. Њена мајка, Леола, била је афроамеричка власница малог предузећа, из хришћанске породице. Након што је отац Тифани отишао када је имала три године, њена мајка се преудала и Тифани је добила две полусестре и два полубрата.
Године 1988, док је њена породица живела у Колтону, Калифорнија, Мајка Леола претрпела је тешко оштећење мозга у саобраћајној несрећи. Веровало се да је изазвао Леолину шизофренију; Хадиш је рекла да је њена мајка постала брза, увредљива и насилна. Деветогодишња Тифани, најстарија од петоро браће и сестара, постаје примарни старатељ породице. У то време Хадиш је открила свој дар да засмејава људе. Рекла је: „Када бих успела да насмејем Леолу и претворим њен бес у неку радост, било би мање вероватно да ћу добити батине. Иста ствар је била у школи: ако могу да насмејем децу, помагали би ми са домаћим задатком и заштитили ме од насилника.“ 
Према Хадиш, њен очух јој је касније рекао да је покварио кочнице на аутомобилу њене мајке, намеравајући да олупина убије Тифани, њену браћу и сестре и њену мајку како би могао да наплати њихове полисе животног осигурања. Међутим, деца су тог дана изабрала да остану код куће, а несрећа није била фатална за њену мајку.
Када је Хадиш имала 13 година, она и њена браћа и сестре су стављени у хранитељство и привремено одвојени једно од другог. Док је била тамо, користила је комедију да се избори са непознатим људима. Када је имала 15 година, она и њена браћа и сестре поново су се окупили под старатељством своје баке. У једном тренутку рано у животу, хоспитализована је са синдромом токсичног шока.
У 2018, Хадиш је изјавила да ју је са 17 година силовао полицијски кадет, што је, како каже, довело до њене агресивности у избегавању нежељених напада мушкараца. Након што је завршила средњу школу, Хадиш је била бескућница и неко време је живела у свом аутомобилу.
Године 1997, након што јој је социјални радник поставио ултиматум да присуствује психијатријској терапији или кампу за комедију Laugh Factory, 17-годишња Хадиш се одлучила за комедију као излаз за свој бол.

## Каријера
Прво појављивање Тифани било је место у комичарском такмичењу Bill Bellamy's Who's Got Jokes. 
Године 2017, Хадиш је глумила заједно са Регином Хол, Џејдом Пинкет Смит и Квин Латифом у комедији Girls Trip. 
У августу 2017. године, специјал Тифани за стенд-уп комедију Тифани Хадиш: Она је спремна! Од хаубе до Холивуда премијерно је приказан на Showtime. Била је домаћин епизоде Уживо суботом увече од 11. новембра 2017, чиме је постала прва афроамеричка жена станд-уп комичарка која је водила емисију; донела јој је награду Еми за најбољу гостујућу глумицу у хумористичкој серији.
Године 2020, Хадиш је глумила у Like a Boss, првој студијској комедији 2020-их, за Paramount Pictures, заједно са Роуз Берн и Салмом Хајек.
Освојила је награду Греми 2021. за најбољи албум комедије за Black Mitzvah. 

## Лични живот
Хадиш се удала за Вилијама Стјуарта 2008. године. Помогао јој је да лоцира свог некада отуђеног оца који ју је провео низ пролаз на њиховом првом венчању, што је описала као "један од најсрећнијих дана у животу". Поднела је захтев за развод у округу Лос Анђелес 2011. године, који је окончан 2013. године. Била је у вези са репером Комоном од средине 2020. до новембра 2021.
Хадиш је постала натурализовани држављанин Еритреје 22. маја 2019. године, док је учествовала на тамошњим свечаностима поводом 28. годишњице независности Еритреје од Етиопије. Она је први пут посетила земљу 2018. године како би сахранила свог оца из Еритреје, који је дошао у САД као избеглица, и да би се повезала са својим рођацима.
Хадиш, чији је отац имао јеврејске корене, прешла је у јудаизам и имала церемонију бар мицве у децембру 2019. године у 40. години. Реформски рабин Сузан Силверман, сестра комичарке Саре Силверман, служила је на церемонији.

## Радови и публикације
- Haddish, Tiffany (децембар 2017). The Last Black Unicorn. New York: Gallery Books. ISBN 978-1-501-18182-5. OCLC 983640770.